# Kolizja samolotów na lotnisku Tokio-Haneda
Kolizja samolotów na lotnisku Tokio-Haneda – kolizja dwóch samolotów na pasie startowym lotniska Haneda w Tokio w Japonii, która wydarzyła się 2 stycznia 2024.

## Zdarzenie

Miejsce kolizji na mapie lotniska

Airbus A350, należący do Japan Airlines, lecący lotem rejsowym 516 z Sapporo, podczas lądowania zderzył się z samolotem Japońskiej Straży Przybrzeżnej, Bombardierem Q Series, na pasie startowym o numerze 34R. Kamery monitoringu zarejestrowały kulę ognia powstałą w wyniku zderzenia oraz toczący się po płycie lotniska wrak płonącego Airbusa. Zginęło 5 z 6 osób na pokładzie mniejszego samolotu. Katastrofy nie przeżyły także lecące w większym samolocie zwierzęta, pies i kot.
Straż przybrzeżna podała, że w kolizji brał udział jeden z jej samolotów, który leciał na lotnisko Niigata, aby udzielić pomocy osobom poszkodowanym w wyniku trzęsienia ziemi, które nawiedziło zachodnie wybrzeże Japonii dzień wcześniej.

## Następstwa
Po wypadku wszystkie pasy startowe na lotnisku Haneda zostały zamknięte. Wiele lotów zostało przekierowanych na pobliskie lotnisko Narita.

## Śledztwo
Japońska Rada Bezpieczeństwa Transportu ogłosiła, że odzyskała dane lotu i rejestratory rozmów samolotów. Ze wstępnych wniosków, na podstawie opublikowanych transkrypcji, powodem kolizji miał być błąd pilota Japońskiej Straży Przybrzeżnej, który wjechał na pas startowy bez zezwolenia.